# Hôtel Jerome
Pour les articles homonymes, voir Jerome.
 (décembre 2019).
L'hôtel Jerome (en anglais : Hotel Jerome) est un hôtel américain situé à Aspen, dans le comté de Pitkin, au Colorado. Il est inscrit au Registre national des lieux historiques depuis le 20 mars 1986.